# Карл (13-й Дофін)
Карл (8 вересня 1496, Амбуаз — 2 жовтня 1496, Плессі-ле-Тур) — третя (не рахуючи двох мертвонароджених) дитина Карла VIII і його дружини Анни Бретонської. З народження носив титул дофіна Франції. Як і всі його брати і сестри, помер у дитинстві